# Rożyszcze (stacja kolejowa)
Rożyszcze (ukr. Рожище, ros. Рожище) – stacja kolejowa w miejscowości Rożyszcze, w rejonie łuckim, w obwodzie wołyńskim, na Ukrainie. Leży na linii Zdołbunów – Kowel.
Stacja powstała w XIX w. na linii Kolei Brzesko-Kijowskiej pomiędzy stacjami Hołoby i Kiwerce.